# Khurchid Gadjar
 (août 2024).
Pour l’article homonyme, voir Gadjar.
Khurchid Gadjar (en azéri : Xurşid Rəhim xan qızı Qacar, Naxçıvanski ; née en 1894 à Nakhtchivan et morte en 1963 à Bakou) est une chanteuse d'opéra azerbaïdjanaise (soprano lyrique), artiste émérite de la RSS d'Azerbaïdjan (1960).

## Activité artistique
Khurshid Gadjar travaille dans le Théâtre d'opéra et de ballet d'Azerbaïdjan dans les années 1924-1934. Elle joue les rôles de Gulzar (Chah Ismayil du Muslim Magomayev (compositeur)), Khurshidbanu(Chah Abbas et Khurshidbanu), Gulchohra et Asya (Archin Mal Alan), Gulnaz (O olmasin, bu olsun), Mikaela (Carmen, George Bizet) et d'autres.
À partir de 1934, elle travaille à la tête de la maison d'édition musicale fondée de sa propre initiative à Azernachr, et en même temps en 1935, elle crée un studio sous le théâtre d'opéra et de ballet d'Azerbaïdjan et interprète Demon (Anton Rubinstein ), Fiancée de tsar (Nikolai Rimsky-Korsakov) ) prépare ses opéras pour la représentation. Elle contribue à la notation des mughams Dughah, Rast, Segah-Zabul.
Elle est l'une des premières femmes azerbaïdjanaises à avoir reçu une éducation vocale en dehors de l'Azerbaïdjan.